# جون ماكدونالد (لاعب كرة قاعدة أمريكي)
جون ماكدونالد (بالإنجليزية: John McDonald) هو لاعب كرة قاعدة أمريكي، ولد في 24 سبتمبر 1974 في نيو لندن في الولايات المتحدة.

## وصلات خارجية
- جون ماكدونالد (لاعب كرة قاعدة أمريكي) على موقع دوري كرة القاعدة الرئيسي (الإنجليزية)
- جون ماكدونالد (لاعب كرة قاعدة أمريكي) على موقعبيزبول رفرنس.كوم (الدوري الرئيسي) (الإنجليزية)
- جون ماكدونالد (لاعب كرة قاعدة أمريكي) على موقعبيزبول رفرنس.كوم (الدوري الثانوي) (الإنجليزية)
- جون ماكدونالد (لاعب كرة قاعدة أمريكي) على موقع إي إس بي إن.كوم (أم.أل.بي) (الإنجليزية)
- جون ماكدونالد (لاعب كرة قاعدة أمريكي) على موقع مشجعي الرسوم البيانية (الإنجليزية)